# Bonifacius Colyn
Bonifacius Colyn (* 1533 in Aachen; † 3. Oktober 1608 ebenda) war ein deutscher Schöffe und Bürgermeister der Reichsstadt Aachen sowie Vorkämpfer des Protestantismus in Aachen zur Zeit der Aachener Religionsunruhen.

## Leben und Wirken
Schon der Vater von Bonifacius Colyn, Melchior Colyn (1500–1559), der zwischen 1532 und 1558 mehr als zehnmal jeweils für ein Jahr zum Bürgermeister von Aachen gewählt worden war, stand den religiösen Veränderungen durch die Reformationsbewegung in Deutschland, die ab Mitte des 16. Jahrhunderts auch in Aachen für eine begrenzte Zeit zunehmend an Einfluss gewinnen sollte, tolerant gegenüber und setzte sich mit einer Bittschrift an den römisch-deutschen König und späteren Kaiser Ferdinand I. im Rahmen der Verhandlungen zum Augsburger Religionsfrieden im Jahre 1555 für die Gewährung einer freien Religionsausübung ein. Besonders einflussreiche Aachener Handwerker- und Händlerfamilien aus der Wollenambacht (Tuchmacherzunft) und der Kupferschlägerambacht wechselten zu der ihrer Ansicht nach toleranteren Religion über.
Trotz eines zwischenzeitlichen Verbotes durch Ferdinand I. vom März 1560, hatten es die Reformierten zwischen 1574 und 1581 geschafft, durch geschickte Wahlstrategien die Mehrheit im Stadtrat der Freien Reichsstadt Aachen zu stellen. Dies führte zu massiven und fast bürgerkriegsähnlichen Unruhen innerhalb der Bürgerschaft und auch im Stadtrat selbst und letztendlich bemächtigten sich die Reformierten zwangsweise des Aachener Rathauses. Ferdinands Enkel, Kaiser Rudolf II., verfügte daraufhin im Jahre 1581, dass sich die Ratsherren zu der katholischen Lehre zu bekennen hätten, die evangelischen aus dem Rat zu entfernen seien und die Auswirkungen der Zerstörungen beseitigt werden sollten.
Bonifacius Colyn, zwischenzeitlich seit 1580 zum Meier von Burtscheid ernannt, war der katholischen Lehre zeitlebens zwar treu geblieben, zeigte aber ebenso wie sein Vater Toleranz gegenüber Andersgläubigen und wurde von den evangelischen Mitbürgern gebeten, als ihr Gesandter beim Kaiser für eine Abmilderung dieser Strafmaßnahmen zu werben. Dennoch war es ihm nicht möglich, die Belagerung Aachens durch kaisertreue spanische Truppen unter der Leitung des Bischofs von Lüttich, Herzog Ernst von Bayern, zu verhindern. Nach Colyns Verhandlungen mit dem Kaiser und den nach der Revolution teilweise nach Jülich ausgewichenen katholischen Ratsherren, folgte eine Phase relativer Ruhe und die kaiserlichen Truppen zogen ein halbes Jahr später wieder ab. Diese Besetzung und die damit verbundenen wirtschaftlichen Nachteile führten außerdem dazu, dass viele reformierte Handwerker- und Händlerfamilien wie beispielsweise Pastor, Peltzer, Schleicher, Lynen oder Prym Aachen verließen. Auch eine Delegation im Jahre 1582 unter Führung des ehemaligen Aachener Bürgermeisters Matthias Peltzer zum Reichstag in Augsburg, wo das Aachener Problem auf der Tagesordnung stand, konnte an der benachteiligten Situation für die Reformierten nichts mehr ändern.
Bonifatius Colyn wurde 1582 zum ersten Mal zum Bürgermeister von Aachen gewählt, ein Amt, welches er bis 1598 im Zweijahresrhythmus neunmal innehatte. Darüber hinaus wählte man ihn 1588 noch zum Obervogt von Vaals-Vijlen. Während seiner Amtszeit war es Colyn maßgeblich zu verdanken, dass gemäß den Augsburger Bestimmungen die öffentliche Ausübung der Religion in den folgenden Jahren toleriert wurde. Weitere Gesandtschaften zu den Städtetagen in Ulm, Speyer und Heilbronn, wo Colyn sich immer wieder für die Belange der evangelischen Mitbürger einsetzte, folgten.
Dabei standen dem Katholik Colyn mit Simon Engelbrecht ein evangelischer Bürger-Bürgermeister aus dem Lager der Zünfte zur Seite, ebenso wie sein in gleicher Weise freiheitlich eingestellter katholischer Schöffenbürgermeisterkollege Anastasius von Segraedt, der mit den evangelischen Bürgermeistern Peter von Zevel bzw. Dietrich Vercken kooperierte. Mit diesem Bürgermeisterpaar konnte sich Colyn in seinen Amtszeiten auch von Jahr zu Jahr abwechseln, so dass über einen längeren Zeitraum hinweg eine gewisse Konstanz in der Regierung der Stadt Aachen herrschte, wodurch die Interessen der evangelischen Bürger vorübergehend gestärkt werden konnten.
Doch die Zugeständnisse an die Reformierten gingen der katholischen Bevölkerung zu weit und es kam etwa Anfang der 1590er-Jahre erneut zu heftigen Unruhen und die Zustände in der Stadt wurden immer verworrener. Im Jahr 1593 verhängte Kaiser Rudolf II. die bereits 1591 angedrohte Reichsacht, ließ diese aber noch nicht vollstrecken, sondern verlangte zunächst per Erlass, dass der Zustand des Jahres 1560 wiederherzustellen sei und erklärte alle bis dahin von den Reformierten durchgeführten Veränderungen für ungültig. Nachdem Colyn wie auch die zuvor genannten Amtsträger trotz emsigen Vermittlungsbemühungen in den folgenden Jahren diesem kaiserlichen Erlass nicht nachgekommen war, eskalierten die Unruhen weiter. Nachdem es dann im Jahr 1597 dazu kam, dass mit von Segraedt, Vercken und Matthäus Peltzer drei Bürgermeister von der evangelischen Mehrheit des Stadtrates und mit Egidius Valenzyn und Wilhelm von Wylre zugleich zwei katholische Amtsträger gewählt wurden, wurden ein Jahr später schließlich alle evangelischen oder den Protestanten nahestehenden Amtsträger sowie viele angesehene Geschäftsleute am 30. Juni 1598 mit der Vollstreckung der Reichsacht belegt, deren Erklärung an der Kirche St. Foillan angeschlagen und deren Durchführung erneut den Truppen des Herzog Ernst von Bayern übertragen wurde.
Bonifacius Colyn und seine Familie waren daraufhin gezwungen alle Aachener Besitztümer aufzugeben und mit Ausnahme seiner Tochter die Stadt zu verlassen. Er zog auf sein Landgut Burg Linzenich bei Zülpich. Obwohl er beim neu eingesetzten durchweg katholischen Stadtrat besonders auf Grund seines „Verrats“ an seinen katholischen Glaubensbrüdern als eine gefährliche Person eingestuft wurde, versuchte Colyn sich aus der Verbannung durch Zahlung von Strafgeldern zu entziehen, um sich wieder frei bewegen zu dürfen. Gemäß Beschluss der kurfürstlich-kölnischen Kommission vom 16. April 1602 wurde er dann schließlich dazu aufgefordert 7000 Reichstaler Strafe zu zahlen und durfte danach über Burtscheid seine Tochter in Aachen besuchen. Hierbei wurde er aufs Sorgfältigste überwacht und man untersagte ihm jeglichen Verkehr mit einflussreichen Mitbürgern. Ohne weitere Möglichkeiten, noch einmal in das politische Geschehen eingreifen zu können, verstarb Bonifacius Colyn schließlich am 3. Oktober 1608 und wurde vor dem Hochaltar von St. Jakob in Aachen begraben.
An Bonifacius Colyn erinnert in Aachen noch heute sein ehemaliger Besitz Colynshof bei Burtscheid in der damaligen Aachener Heide sowie die gleichnamige Straße und die dortige Jugendherberge.

## Familie
Bonifacius Colyn war verheiratet mit Barbara von Bree (n. 1534–1609), Tochter des Mühlenbesitzers Johann von Bree. Beide zusammen hatten sie eine Tochter und einen Sohn, Bonifacius der Jüngere. Dieser war verheiratet mit Adelheid von Siegen und war auch der letzte Besitzer der Burg Linzenich, die sich seit 1472 in Familienbesitz befand.